# نووچبوکسارسک
شهر نووچبوکسارسک (به روسی: Новочебоксарск) در کشور روسیه و در جمهوری چواشستان واقع شده‌است.